# Lionel Rose

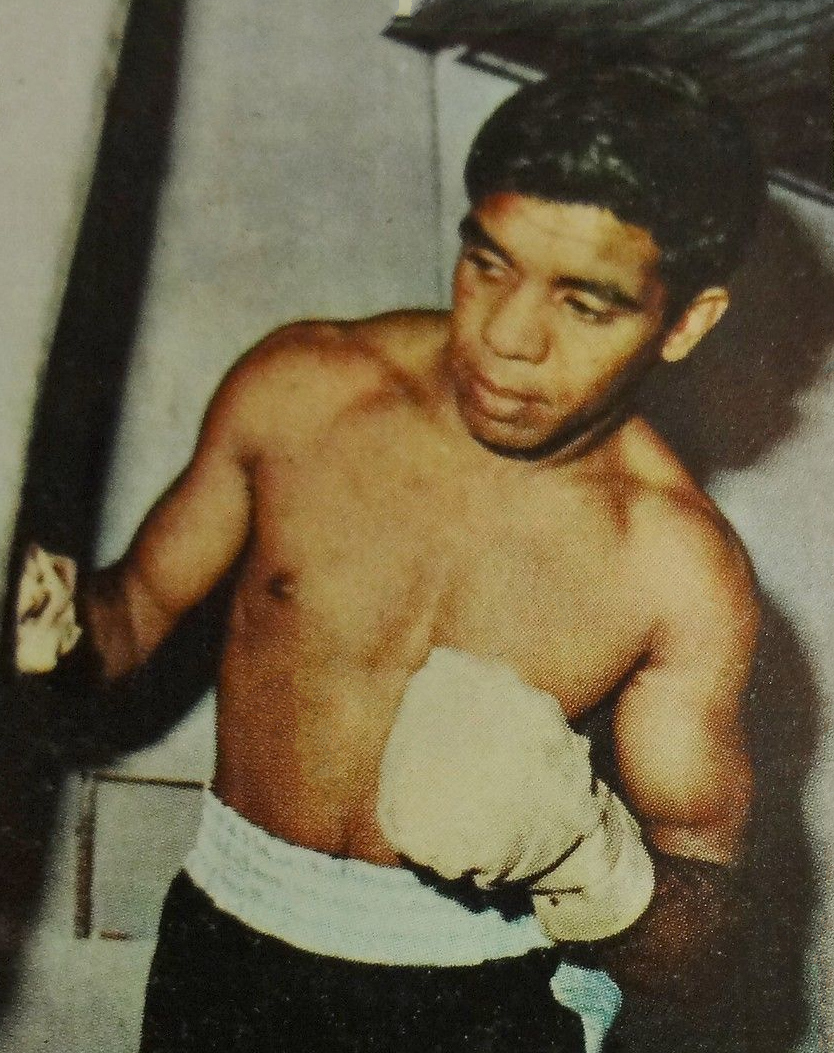
Lionel Rose in 1968

Lionel Eward Rose (Jackson Track, 21 juni 1948 – Warragul, 8 mei 2011) was een Australisch bokser en Aboriginal.
Rose was van 27 februari 1968 tot 22 augustus 1969 wereldkampioen in het bantamgewicht van de World Boxing Association (WBA). Hij bokste 53 partijen waarvan hij er 42 won (12 knock-outs) en 11 verloor. Hij versloeg Fighting Harada in het gevecht om de WBA-titel en werd de eerste Aboriginal wereldkampioen boksen. Hij verdedigde zijn titel met succes tegen Takao Sakurai, Chucho Castillo en Alan Rudkin tot hij verloor van Rubén Olivares. In 1971 vocht hij om de titel in het lichtgewicht van de World Boxing Council (WBC) tegen Yoshiaki Numata maar verloor. Gedurende zijn bokscarrière werd hij ook zanger en scoorde met  I Thank You een hit in Australië.
- International Standard Name Identifier: 0000 0000 6564 5599
- MusicBrainz: 9e5be5cc-9b32-4d8e-8dfe-aaed2bac45b2
- Nationale bibliotheek van Australië: 35461761
- Trove: 521843
- Virtual International Authority File: 92485520